# Língua ludic
Ludic, ou Ludian, Ludic Carélio (Luudi, Lyydi ou lüüdi), é uma língua Fino-Báltica da família das línguas urálicas. É transicional entre o carélio de Olonets] e a língua veps. Originou-se como um dialeto do norte de Veps transformado sob forte influência careliana. É falado por 3 mil Carélios na República da Carélia em Rússia , perto da costa noroeste do Lago Onega, incluindo algumas crianças.

## Classificação
Na tradição de pesquisa finlandesa, o Ludic foi considerado em bases históricas como uma área de dialeto de transição entre Carélio e Veps, enquanto na tradição de pesquisa russa é, por motivos etnográficos, normalmente considerado um dialeto de Karelian. Um status como uma linguagem independente tem sido proposto em tempos recentes.  O lúdic é caracterizado por uma mistura específica de características semelhantes à do Carélio (como a ditongação do Proto-Fínico). ]] vogais longas não abertas, Ex.: * pää>  piä  'cabeça', * soo>  suo  'pântano', contraste Veps  pä ,  so )  e traços semelhantes ao Veps (como uma perda quase completa de consoantes de gradação). 

### Dialetos
O lúdico compreende três grupos principais de dialetos: 
- Ludic  Norte (lago), às margens do noroeste do Lago Onega
- Central (rio) lúdico, em assentamentos ao longo do rio Shuya e perto da cidade de Petrozavodsk
- Ludic Kuďāŕv (Forest), na localidade rural Mikhaylovskoye, República da Carélia

A influência Kareliana mais forte é encontrada no Ludic Norte, enquanto o dialeto de Kuñäv compartilha a maioria dos recursos com o Veps.

## Escrita
A língua Ludic usa o alfabeto latino sem as letras Q, W, X; usam-se adicionalmente Č, Š, Ž, Ä, Ö.

## Amostra de texto
Lyydin kielel pagizijad eletäh Kard’alan tazavaldan Anuksen, Priäžan da Kondupohjan piiriis. Kohtad, kuz hyö eletäh, oldah: Pyharvi, Priäža, Kendärvi, Lahte, Tivdii, Kujärvi imi. Nygy lyydin kieli on hävimäs. On d’uged sanuda, äijygo lyydilaižed on olemas. Keilentutkijad duumaijah, gu net oldah läs viitt sadad. On hyvä, ku lyydin kiel’ sežo on otettu meiden korpusah.
Português
O povo carélio-ludico vive em várias aldeias na parte sudeste da República da Carélia, isto é, nos distritos de Olonets, Pryazha e Kondopoga. Svyatoozero, Yarn, Konchezero, Spasskaya Guba, Tivdiya, Mikhailovskoye são os assentamentos mais famosos onde os habitantes falam em língua lúdica. O dialeto lúdico está à beira da extinção total, já que cerca de 4.000-5.000 pessoas carélias-ludicas permanecem, mas apenas cerca de 300-500 delas são falantes nativos. É extremamente importante que o dialeto lúdico seja apresentado no corpus aberto das línguas vep e kareliana.